# Covington (Nueva York)
Covington es un pueblo ubicado en el condado de Wyoming en el estado estadounidense de Nueva York. En el año 2000 tenía una población de 1,357 habitantes y una densidad poblacional de 20 personas por km².

## Geografía
Covington se encuentra ubicado en las coordenadas 42°51′12″N 78°0′41″O / 42.85333, -78.01139.

## Demografía
Según la Oficina del Censo en 2000 los ingresos medios por hogar en la localidad eran de $40,446, y los ingresos medios por familia eran $41,683. Los hombres tenían unos ingresos medios de $28,676 frente a los $23,417 para las mujeres. La renta per cápita para la localidad era de $15,745. Alrededor del 8.1% de la población estaban por debajo del umbral de pobreza.